# Auf, Brüder, auf! Und die Saiten zur Hand
Auf, Brüder, auf! Und die Saiten zur Hand, WAB 60, ist eine Kantate von Anton Bruckner aus dem Jahr 1855. Es ist die zweite von drei größeren Gelegenheitskompositionen und sein erstes erweitertes Werk für großes Bläserensemble und Chor.

## Entstehung und Stellung im Gesamtwerk
Bruckner komponierte die Kantate zum Namenstag von Friedrich Gottlieb Mayer, dem Prior des Stifts St. Florian. Sie wurde am 17. Juli 1855 am Vorabend von Mayers Namenstag aufgeführt.
Die Kantate, komponiert ein Jahr nach der Missa solemnis, war das vorletzte große Werk, das Bruckner während seines Aufenthalts in St. Florian schuf. Fünf Monate später, drei Wochen vor seiner Übersiedlung nach Linz, komponierte er die Kantate Festgesang, WAB 15, als  „Abschied von St. Florian“.
Die Handschrift befindet sich im Archiv des Stifts  St. Florian. Ein Auszug aus der Kantate wurde erstmals in Band II/2, S. veröffentlicht, S.  230–239 der Göllerich/Auer-Biographie. Die Kantate ist in Band XXII/1, Nr. 4 der Gesamtausgabe eingeordnet.

## Text
Das Werk basiert auf einem Text von Franz Ernst Marinelli:
Auf, Brüder! auf, und die Saiten zur Hand!

Schon winket zärtlich die holde Camöne.

Sie rufet Euch in das herrliche Land

Lebendiger, ewig bezaubernder Töne.

Wir folgen, denn was sie uns singen heißt,

Das lehrt uns ein liebend versöhnender Geist,

Das strömt voll Jubel aus offener Kehle,

als träumt’ es in Edens Gefilden die Seele.

Wohl ist’s die Liebe, sie schlinget das Band

der Eintracht um euch in heiliger Schöne,

Wohlan, so nahet und reichet ihr Pfand

dem Helden des Tages, Ihr würdigen Söhne.

Heil unserm Vater, den wir lieben,

dem das Herz in Freude schlägt,

Der von weiser Sorg’ getrieben,

seines Hauses Lasten trägt.

Heil dem Förderer des Schönen,

Heil dem edelsten Mäcen,

Dem die Engel, die versöhnen,

liebreich mild zur Seite gehen!

Der das Schroffe weiß zu wenden

und der starren Form gebeut,

Der in seine Zeit zu senden

weiß den Blick, der uns erfreut:

Heil ihm dem Edlen, Kühnen,

dessen Kraft der Jugend gleich,

Dessen Werk’ verschönern, sühnen,

dessen Herz an Liebe reich!

## Aufbau und Besetzung
Das insgesamt 169 Takt lange Werk in D-Dur ist für gemischten Chor, Männerchor und  Vokalquartett sowie Blasinstrumente (2 Oboen, 2 Fagotte, 3 Hörner, 2 Trompeten und 3 Posaunen) besetzt.
Die Kantate besteht aus drei Teilen:
1. Auf, Brüder! auf: Männerchor und Vokalquartett, Hörner und Posaunen (Takte 1–27)
2. Wohl ist's die Liebe: Das Vokalquartett a cappella (Takte 28–69) – Langsam, gemütlich
3. Heil unserm Vater: mixed choir, wind instruments (Takte 70–169) – Heiter[1][3]

Die Kantate, die zweite von drei größeren Gelegenheitskompositionen ist Bruckners erste erweiterte Komposition für großes Bläserensemble und Chor. Die erste Strophe, die eine männliche Sichtweise zum Ausdruck bringt und von einem Solohorn eingeleitet wird, ist für Männerstimmen mit Instrumenten in einem vergleichbaren Register (Hörner und Posaunen) gesetzt. Der Text des zweiten Satzes, der eine sanfte, nachdenkliche Stimmung projiziert, wird mit kleineren Kräften „a cappella“ gesungen. Die Worte der letzten Strophe, die sehr feierlich sind und von den Trompeten eingeleitet werden, verwenden die gesamte Tessitura der Stimmen mit einem großen Satz von Blasinstrumenten. Das Solohorn erinnert an das einleitende Motiv und bildet eine musikalische Einheit. Diese Kantate dürfte das erste Werk sein, in dem Bruckners persönlicher Stil deutlich erkennbar ist.

## Diskografie
Es gibt eine einzige Aufnahme der Kantate:
- Thomas Kerbl, Chorvereinigung: Weltliche Männerchöre – CD: LIVA 054, 2012 – in Teil 2 mit Orgel colla parte, und in Teil 3 einem 27-Takt Schnitt (Takte 110–136)